# Fronte Democratico Rivoluzionario del Popolo Etiope
Il Fronte Democratico Rivoluzionario del Popolo Etiope è una coalizione elettorale fondata in Etiopia nel maggio 1988, partecipò alle elezioni parlamentari del 2005 e si ripresentò alle elezioni parlamentari del 2010. Alle elezioni del 2015 ha ottenuto la maggioranza del 100% accaparrandosi tutti i 547 seggi.
La coalizione è composta dai seguenti partiti:
- Fronte Popolare di Liberazione del Tigrè
- Movimento Democratico Nazionale Amhara
- Organizzazione Democratica del Popolo Oromo
- Movimento Democratico dei Popoli del Sud Etiopia

## Leader della Coalizione
- Meles Zenawi: maggio 1988 - 20 agosto 2012
- Hailé Mariàm Desalegn: 16 settembre 2012 - 27 marzo 2018
- Abiy Ahmed Ali: 27 marzo 2018 - 1º dicembre 2019